# Le Journal de Laval et de la Mayenne
Le Journal de Laval et de la Mayenne, organe politique et agricole départemental... était un hebdomadaire local français, qui a été publié de 1895 à 1914 à Laval avec un rayonnement principalement dans le département de la Mayenne.

## Histoire
Le journal est le représentant de la tendance des Radicaux, puis à partir de 1909 des Républicains de gauche. Il est fondé par Désiré Postel, avec la collaboration d'Émile Lelièvre.
À la suite d'incidents personnels, en juillet 1909, le directeur, Émile Lelièvre, quitte le journal et fonde : Laval républicain. Le journal repris par Postel devient l'organe officiel du Parti Républicain Radical en Mayenne en établissant un terrain d'entente entre tous les Républicains de gauche. Postel cède ensuite Le Journal de Laval à Gustave Kavanagh, directeur de L'Avenir de la Mayenne.

### Ligne éditoriale
En 1895, Désiré Postel fonde à Laval où le parti Radical, jusqu’ici sans organe, le journal. Dans un département, forteresse du parti conservateur, il s’agissait d’amener à la République des populations auxquelles on représentait ce régime comme une calamité. Il fallait à la fois persuader et combattre. 
Après avoir enseigné à l’Ecole Normale, Postel avait démissionné et avait pris la direction en 1886 du Journal de Château-Gontier.   Il est élu conseiller municipal républicain de Château-Gontier en 1886. En 1888, il effectue un duel avec Joseph d'Elva. Il nomma ensuite le journal Le Réveil de la Mayenne. Installé plus tard à Laval, il fonda en cette ville, en collaboration avec M. Lelièvre, Le Journal de Laval. Le Réveil va disparaître en 1914. Le Journal de Château-Gontier prend la suite de ses affaires. Elu en 1900, conseiller municipal au Mans, il a la direction du Journal du Mans, et du Le Bonhomme Sarthois. Il se fait le promoteur des campagnes électorales de Joseph Caillaux.

## Journalistes
- L'abbé Jean-Pierre Dissard signe aussi des articles politico-religieux dans le Journal de Laval sous le pseudonyme de Celtis.
- Pendant un an, Joseph Baudriller[10], instituteur à La Bigottière, fait des articles pour le Journal de Laval. Il est l'adversaire de Christian d'Elva aux Élections législatives de 1898. En 1898, une peine de censure lui est prononcé par l'Inspecteur d'Académie de la Mayenne Le Balle pour avoir écrit dans un journal politique local sans l'autorisation de ses chefs et contrairement aux instructions ministérielles[11]. Il se suicide en novembre 1903[12]. Il avait collaboré à Evron-Journal en 1881, et fondé à Paris le Cercle républicain des originaires de la Mayenne, dont il fut secrétaire. Il est à l'origine de la demande d'une rue en l'honneur du conventionnel François Serveau-Touchevalier à Evron. Président de la Libre-Pensée en Mayenne, instituteur à La Bigottière, son fils de 14 ans est l'auteur d'un homicide en 1900[13] et condamné à être en maison de correction jusqu'à l'âge de 20 ans.

### Numérisation
Le Journal de Laval et de la Mayenne est disponible sur :
- Fonds patrimoniaux Laval, le fonds presse numérisée de la Bibliothèque municipale de Laval.